# Randers Pigegarde
Randers Pigegarde blev oprettet i 1973.
Der er cirka 40 piger i garden(2011).

Garden består af:
- Tambourkorps
- Musikkorps
- Fanfarekorps
- Aspirantkorps for begyndere

Randers Pigegardes uniformer er en kopi af Randers Dragonernes uniform.
Randers Pigegarde deltog i 2009 ved DM for bygardere i Ålborg for første gang og fik en 20. plads ud af 34.
I 2011 blev DM for bygardere afholdt i Randers denne gang blev det til en 27. plads ud af 43 .
Hvert år holder Randers Pigegarde en Nytårskoncert på Værket hvor pigerne i aspirantkorpset bliver udnævnt til at være i tambourkorpset.
Ved Nytårsconcerterne medvirker tit kendte solister, Per Nielsen (2009), Lene Siel (2010) og Michala Petri (2011) 